# Blind Alley
Blind Alley is een Amerikaanse film noir uit 1939 onder regie van Charles Vidor.

## Verhaal
De crimineel Hal Wilson is pas uit de gevangenis ontsnapt. Hij overvalt de afgelegen woning van dokter Shelby. De psychiater tracht op de misdadiger in te praten om hem op andere gedachten te brengen.

## Rolverdeling
| Acteur          | Personage     |
| --------------- | ------------- |
| Chester Morris  | Hal Wilson    |
| Ralph Bellamy   | Dr. Shelby    |
| Ann Dvorak      | Mary          |
| Joan Perry      | Linda Curtis  |
| Melville Cooper | George Curtis |
| Rose Stradner   | Doris Shelby  |
| John Eldredge   | Dick Holbrook |
| Ann Doran       | Agnes         |
| Marc Lawrence   | Buck          |
| Stanley Brown   | Fred Landis   |
| Scotty Beckett  | Davy          |
| Milburn Stone   | Nick          |
| Marie Blake     | Harriet       |